# Borowikowszczyzna
Borowikowszczyzna (biał. Баравікоўшчына) – wieś w rejonie wołożyńskim (obwód miński) na Białorusi. Miejscowość znajduje się na wschodnim skraju Puszczy Nalibockiej.

## Historia

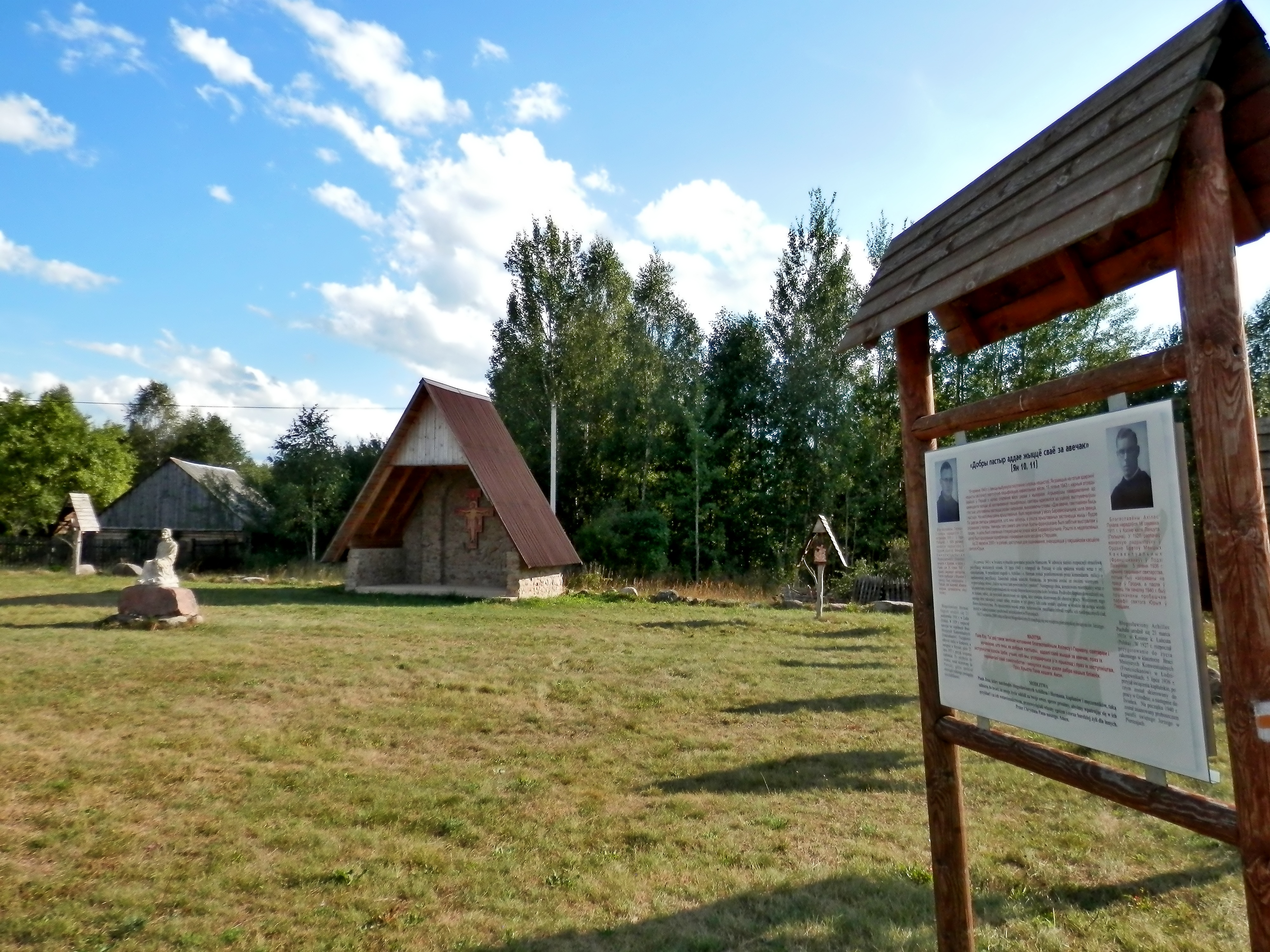
Kaplica na miejscu śmierci dwóch franciszkańskich duszpasterzy

Podczas akcji pacyfikacyjnej Hermann po powstaniu iwienieckim (19 lipca 1943 r.) spędzono tutaj ok. 300 mieszkańców Pierszajów z zamiarem ich wymordowania. Ostatecznie Niemcy zmienili decyzję – zgładzili w okrutny sposób kapłanów o. Achillesa Puchałę i o. Hermana Stępnia, natomiast pozostałych zatrzymanych wysłali na roboty przymusowe.
Zamordowani franciszkanie zostali beatyfikowani w grupie 108 męczenników w dniu 13 czerwca 1999 r. w Warszawie przez papieża św. Jana Pawła II. Miejsce kaźni zamordowanych duszpasterzy upamiętnione zostało polową kaplicą- sanktuarium, miejscem spotkań i modlitw parafian miejscowych oraz pielgrzymów z różnych stron. Doczesne szczątki męczenników spoczywają w kościele parafialnym pw. św. Jerzego w pobliskich Pierszajach. 